# Gardish
Gardish (ang. Gardish, hindi. गर्दिश) – indyjski film z 1993 roku w reżyserii Priyadarshan

## Obsada
- Jackie Shroff – Shiva Sathe
- Aishwarya – Vidya P. Bhalla
- Amrish Puri – Havaldar Purushottam Sathe
- Farida Jalal – Lakshmi Sathe
- Shammi Kapoor – Prithviraj Bhalla (Ojciec Vidyi)
- Dimple Kapadia – Shanti (prostytutka)
- Raj Babbar – Pratap (mąż Shanti)
- Anant Mahadevan – Havaldar Sawant
- Suresh Oberoi – inspektor Saini
- Annu Kapoor – Manishbhai Harishbhai Soda Waterbottle Opener Wala
- Mukesh Rishi – Billa Jilani

## Piosenki
Piosenki do filmu, skomponowane przez Rahul Dev Burman:
1. "Baadal Jo Barse To" - Asha Bhosle
2. "Ae Mere Deewano" - Asha Bhosle, S. P. Balasubramaniam
3. "Yeh Mera Dil Paagal Hai" - Asha Bhosle, S. P. Balasubramaniam
4. "Tum Jo Mile Humko" - M. G. Sreekumar, Asha Bhosle
5. "Rang Rangeeli Raat Gaye" - Asha Bhosle, SPB
6. "Hum Na Samjhe The" - SPB